# Jacob Vaage
Jacob Vaage (ur. 9 lutego 1905, zm. 29 stycznia 1994 w Bærum) – norweski historyk. 

## Życiorys
W latach 1946–1984 r. był kuratorem Muzeum Narciarstwa w Oslo. Był autorem wielu książek na temat historii narciarstwa, szczególnie w Holmenkollen.
W 1978 odznaczony został Orderem Świętego Olafa 1 klasy. W 1984 Vaage otrzymał medal Holmenkollen. Jest jedną z 19 osób, które nie uprawiały narciarstwa klasycznego, a otrzymały to wyróżnienie.